# 尼古拉街區

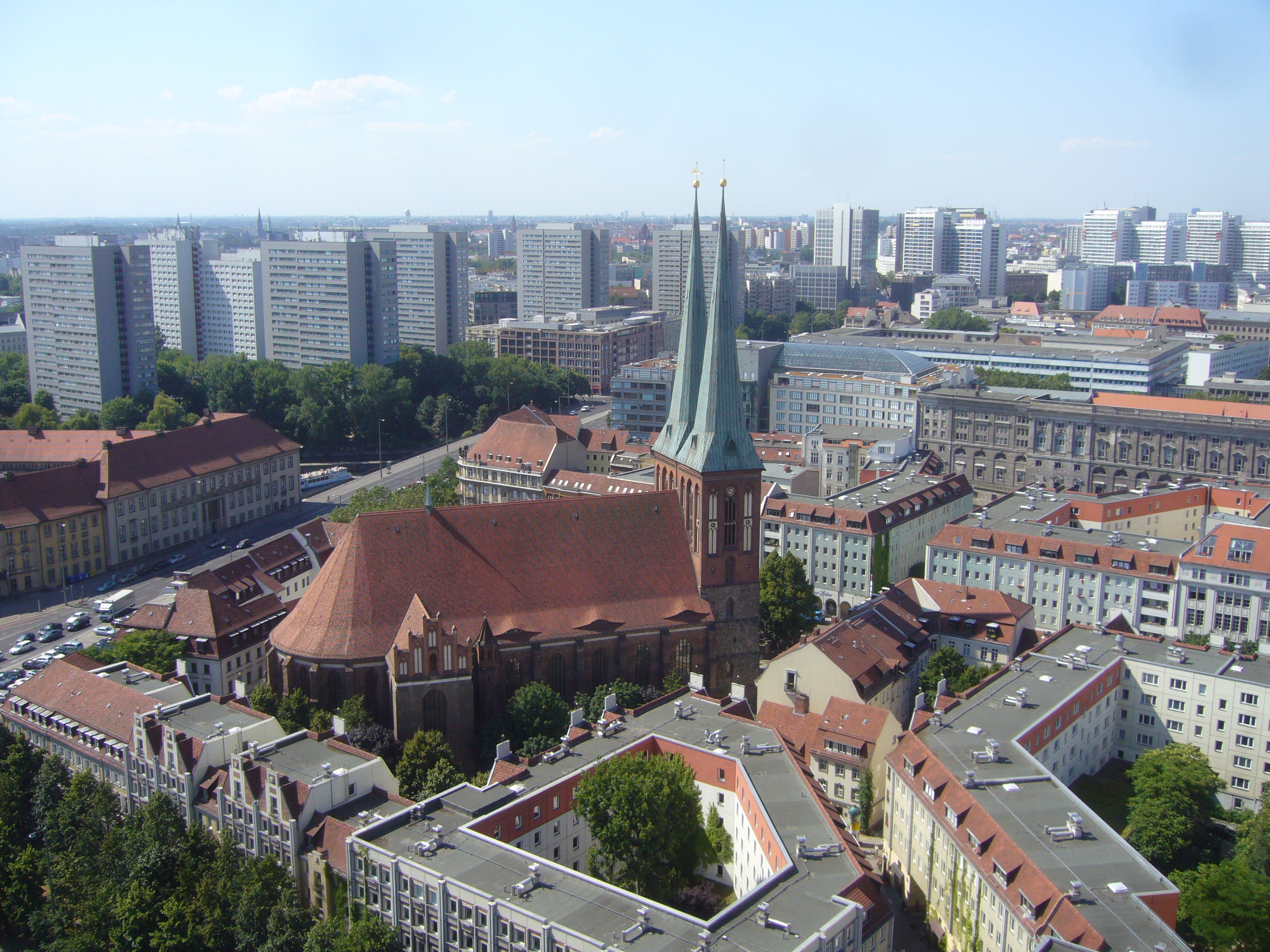

尼古拉街區（德語：Nikolaiviertel）是位於德國首都柏林舊城區的一個地區，也是柏林舊城區的核心部分。現在尼古拉街區也是柏林觀光景點聚集的地區之一。

## 外部連結
维基共享资源上的相關多媒體資源：尼古拉街區
- berlin-nikolaiviertel.com （页面存档备份，存于）
- Official website （页面存档备份，存于）

52°31′00″N 13°24′26″E / 52.51667°N 13.40722°E